# Jagannathpur
Jagannathpur (en bengali : जगन्नथपुर) est une upazila du Bangladesh dans le district de Sunamganj. En 2001, on y dénombrait 225 271 habitants.